# 石北有美
石北 有美 （いしきた ゆみ 1974 - ）日本の染色家、グラフィックデザイナー。広島県出身。「型染」という伝統的な染色法を生業としている。

## 経歴
広島県福山市生まれ、1997年、女子美術大学芸術学部工芸科を卒業し、2005年に「染色工房幟屋（のぼりや）」設立して、型染によるオリジナルの布制作を始めた。

### 業績
- 2014、衣裳らくや主催イベント用の帯制作
- 2014、〈天空丸〉ティグルブロカンテとアパレルコラボ
- 2015、パリで二人展（Galerie Métanoïa/Paris[2]）
- 2015、広島赤十字病院のラウンジアートワーク制作[3]
- 2015、〈マツオインターナショナル〉ルクルカとアパレルコラボ
- 2016、唐津赤十字病院のデイルームアートワーク制作
- 2019、ゆめタウン福山店フードコートアートワーク制作
- 2019、J!NS広島本通店オープニングメインビジュアルデザイン制作（広島）
- 2020、加藤平太郎商店いいちみそパッケージ用パターンデザイン
- 2021、倉敷民藝館賞状デザイン制作
- 2021、倉式珈琲入口暖簾デザイン（各地）
- 2022、広島市立北部医療センター安佐市民病院アートワーク制作
- 2022 、Hilton広島2F.3Fホールアートワークデザイン制作（広島）

## 受賞歴
- 2012、「国展」初入選（国立新美術館／東京）
- 2014、第88回「国展」新人賞受賞（国立新美術館／東京）
- 2016、「日本民藝館展」奨励賞受賞（日本民藝館／東京）
- 2022、第96回「国展」国画賞受賞（国立新美術館／東京）